# Municipio de Reading (condado de Sioux)
El municipio de Reading (en inglés: Reading Township) es un municipio ubicado en el condado de Sioux en el estado estadounidense de Iowa. En el año 2010 tenía una población de 846 habitantes y una densidad poblacional de 9 personas por km².

## Geografía
El municipio de Reading se encuentra ubicado en las coordenadas 42°57′12″N 96°16′22″O / 42.95333, -96.27278. Según la Oficina del Censo de los Estados Unidos, el municipio tiene una superficie total de 93.96 km², de la cual 93,96 km² corresponden a tierra firme y (0 %) 0 km² es agua.

## Demografía
Según el censo de 2010, había 846 personas residiendo en el municipio de Reading. La densidad de población era de 9 hab./km². De los 846 habitantes, el municipio de Reading estaba compuesto por el 96,1 % blancos, el 0,12 % eran afroamericanos, el 0,12 % eran amerindios, el 0,24 % eran asiáticos, el 3,07 % eran de otras razas y el 0,35 % eran de una mezcla de razas. Del total de la población el 5,56 % eran hispanos o latinos de cualquier raza.